# James P. Bagian
James P. Bagian (nacido en Filadelfia, Pensilvania, Estados Unidos, 22 de febrero de 1952) es un médico, astronauta e ingeniero estadounidense, que como militar es coronel de la Fuerza Aérea de los Estados Unidos, participa en la NASA desde 1980 y ha permanecido más de 337 horas en el espacio. Casado, con Tandi M. Benson, tiene cuatro hijos y es de origen armenio. Estudió ingeniería en la Universidad Drexel y medicina en la Universidad de Thomas Jefferson, obteniendo el doctorado en 1977.